# Elecciones presidenciales de Singapur de 2011
Las elecciones presidenciales de Singapur de 2011 tuvieron lugar el 27 de agosto del mencionado año con el objetivo de elegir al presidente de la república para el período 2011-2017, que al mismo tiempo sería sucesor de Sellapan Ramanathan, quien decidió no presentarse a la reelección para un tercer mandato por motivos de salud. La elección fue convocada el 3 de agosto y el 17 de agosto fue el día de la nominación de los candidatos elegibles. Sería la cuarta elección desde la instauración de la presidencia electa en 1993.
En un suceso inesperado y poco común en la arena política singapurense, el Comité de Elecciones Presidenciales emitió certificados de elegibilidad para cuatro candidatos, y los cuatro fueron efectivamente registrados en el Día de Nominación. Esta fue la primera elección disputada desde las elecciones de 1993 y la primera carrera presidencial con más de dos candidatos en la historia de Singapur. Curiosamente, los cuatro candidatos eran singapurenses chinos, y por coincidencia todos se apellidaban "Tan". Esto significaba que para el día de la nominación, era seguro que el próximo presidente de Singapur se llamaría "presidente Tan" y que Singapur tendría un presidente de ascendencia china, por primera vez desde el retiro en 1999 de Ong Teng Cheong, quien también había sido el primer presidente electo en 1993.
Contrario a lo usual en las elecciones presidenciales pasadas (en las que Ramanathan ganó sin oposición y Ong obtuvo una victoria amplia contra un candidato poco interesado) la elección de 2011 fue sumamente disputada entre los cuatro candidatos. Con una participación del 94.80%, Tony Tan obtuvo una diminuta diferencia con el 35.20% de los votos contra el 34.85% de Tan Cheng Bock. Tan Jee Say quedó en tercer lugar con el 25.04% y Tan Kin Lian al último con el 4.91%, siendo el único de los cuatro candidatos que perdió su depósito. Con 2.153.014 votos locales y 3.375 emitidos en el extranjero, este fue también el ejercicio democrático más grande en Singapur hasta la fecha.